# Mig Quinet
Mig Quinet (Ransart, 3 juni 1906 - Watermaal-Bosvoorde, 9 mei 2001) was een Belgische kunstenares en één van de oprichters van de vereniging Jeune Peinture Belge.

## Levensloop
Quinet werd geboren op 3 juni 1906 in Ransart (regio Charleroi). Enkele jaren later, in 1910, verhuisde ze met haar familie naar Brussel. In 1922 begint ze haar opleiding aan de Koninklijke Academie voor Schone Kunsten van Brussel. Door de dichter Geo Norge ontmoet ze muzikant René De Nobele, waar ze in 1931 mee trouwt. Samen krijgen ze een dochter, maar hun huwelijk eindigt in 1935. 
Vanaf 1936 stelt Quinet haar kunst tentoon in de galerie Manteau in Brussel, in zowel solo- als groepstentoonstellingen. 
Aan het eind van de Tweede Wereldoorlog, in 1945, is ze één van de oprichters van de vereniging Jeune Peinture Belge. Deze vereniging wordt gekenmerkt door verschillende stijlen, van postexpressionisme tot abstracte kunst. Met deze vereniging doet ze mee aan alle groepsvoorstellingen die volgen, zowel in België als in het buitenland. 
In 1947 wordt haar carrière tijdelijk op pauze gezet, nadat ze betrokken raakte bij een auto-ongeluk in Zweden. Ze zit hierdoor een tijd in een ziekenhuis in Stockholm en kon tijdelijk niet schilderen. Door haar ongeluk verwatert het contact met de Jeune Peinture Belge en zal ze nooit meer dezelfde rol in deze groep vervullen. Naast het ziekenhuis belandt ze in deze tijd ook in een psychiatrische instituut in Brussel, die ook een impact heeft op haar mentale gesteldheid. In 1949 werd de Jeune Peinture Belge ontbonden. 
Van 1953 tot 1967 krijgt Quinet zes solotentoonstellingen in het Paleis voor Schone Kunsten in Brussel. In 1988 krijgt ze daarnaast haar eerste persoonlijke overzichtstentoonstelling in het Museum van Elsene en in het Museum van Louvain-la-Neuve. Ook wordt er een monografie over haar geschreven door Serge Goyens de Heusch, naar aanleiding van deze overzichtstentoonstelling. Vanaf dit jaar stelt Quinet voornamelijk tentoon in privégalerijen en openbare instellingen. In de jaren 1990 verhuist Quinet naar Watermaal-Bosvoorde (Brussel), waar ze in 2001 komt te overlijden.

## Stijl
In de jaren twintig is ze erg geïnspireerd door de modernistische beweging in België, ze danst bij Akarova en tekent en ontwerpt art-deco meubelen. Ook staat ze in contact met de avant-garde-stroming die zich rondom de Group of Seven (1922-1929), een groep van Canadese landschapschilders, heeft gevormd. Ze hield zich in deze jaren ook bezig met composities die gekenmerkt wordt door het constructivisme dat zich in Europa verspreidde, hoewel deze geen groot publiek vond in België en daardoor snel vervaagde. 
In de jaren dertig zocht ze opnieuw naar haar stijl, tussen het surrealisme dat ze niet aanhing en het Vlaamse expressionisme waar ze ook niet toe behoorde. Geïnspireerd door het fauvisme schildert ze in deze tijd met uitgesproken kleuren en probeert ze levensvreugde in haar werk terug te laten komen. In 1944, het jaar dat de Jeune Peinture Belge opgericht wordt, ondervindt Quinet een verandering in haar stijl. Ze drijft weg van het reële en begint in haar zoektocht naar abstractie, waarbij ze het analytisch kubisme en het fauvisme kruist. 
Na haar auto-ongeluk in 1947 gaat ze verder in een abstracte vormentaal die een vertaling is van haar poëtische visie op de realiteit. In de tijd dat ze haar solotentoonstellingen heeft, van 1953 tot 1967, gaat ze haar werk aanvullen met figuratieve allusies met een humoristische, metaforische inslag. Ook zijn belangrijke bewegingen in die tijd terug te vinden in haar werk, zoals de protestbewegingen en het feminisme. Deze vertaald ze in een feeëriek realisme en groeiende allusieve figuratie, waarbij ze ook gebruik maakt van collages en genaaide motieven. 
In 1957 begint ze een serie schilderijen die de viering van de natuur verbeelden, waarbij ze ook afstapt van de geometrische abstractie, bijvoorbeeld door het afbeelden van de vrije beweging van water. Vanaf 1960 is ze gefascineerd door de vier elementen, die zijn terug te vinden in haar penseelvoering en vurige kleurgebruik. Zowel in het thema van haar werk als in de manier waarop ze het werk produceert, maakt ze gebruik van deze elementen.
Halverwege de jaren vijftig begint ze zich ook bezig te houden met Chinese inkt, waarbij lijnvoering in haar werk de intensiteit van de kleur vervangt. 
Hiernaast blijft haar werk tot haar dood gekenmerkt door haar gedurfde kleuren en composities.
Haar werk in de jaren zeventig wordt gekenmerkt door de expressiviteit en narrativiteit, er zit veel symboliek in haar werk. In de jaren tachtig raakt ze geïnteresseerd in het menselijke lichaam en keert ze terug naar een expressionistische beeldentaal, de schilderstijl waarmee ze vijftig jaar daarvoor begon aan haar carrière.
- Gemeinsame Normdatei: 1045334529
- International Standard Name Identifier: 0000 0001 1464 4390
- Library of Congress Control Number: n90727396
- RKD-Nederlands Instituut voor Kunstgeschiedenis: 65263
- Système universitaire de documentation: 122682394
- Union List of Artist Names: 500171847
- Virtual International Authority File: 166531092
- WorldCat: E39PBJxGYyTYt74pgPvXHHYVmd